# چینی وو
چینی وو (چینی ساده‌شده: 吴语، چینی سنتی: 吳語، پین‌یین: wúyǔ) گروهی از گویش‌ها و زبان‌های چینی است که در شانگهای، استان چجیانگ، نیمه جنوبی استان جیانگسو و مناطق همجوار کاربرد دارد. وو همچنین در جوامع چینی دور از وطن بسیاری که از شانگهای، نانگبو، چینگ‌تیان و ونژو مهاجرت کرده‌اند، کاربرد دارد.
سوژو به‌طور سنتی مرکز زبانی وو بوده‌است و احتمالاً اولین جایی است که گونه‌هایی وو از بدنه زبان‌های چینی جدا شدند. گویش سوژو به‌طور گسترده‌ای به عنوان نماینده خانواده شناخته می‌شود و پایهٔ بیشتر ووی میانجی است که در شانگهای توسعه یافته و به نام شانگهایی معیار شناخته می‌شود. شانگهایی به دلیل مرکزیت اقتصادی شانگهای و داشتن بیشترین جمعیت در بین سخنوران وو، بیشترین توجه را به خود جلب کرده‌است. به دلیل تأثیر شانگهایی، وو به‌طور کلی به اشتباه به سادگی «شانگهایی» معرفی می‌شود اما در واقع وو اصطلاح دقیق‌تری برای گروه‌بندی بزرگتری است که گونهٔ شانگهایی بخشی از آن است.
زبان‌های وو، به ویژه ووی جنوبی، میان زبان‌شناسان به دلیل تنوع بسیار نسبت به سایر گونه‌های چینی و فهم متقابل اندک بین زیرگروه‌ها معروفند. برای سخنوران سایر زبان‌های چینی، وو اغلب زبانی نرم، سبک و روان به نظر می‌رسد. اصطلاحی در ماندارین وجود دارد که به‌طور خاص این خصوصیات گفتار وو را توصیف می‌کند: 吴 侬 软 语 که به معنای «سخنرانی دلپذیر وو» است. از طرف دیگر، برخی از گونه‌های وو مانند ونژویی به دلیل تفاوت بسیار با سایر زبان‌های وو و غیر وو مشهورند. این تفاوت ونژویی به حدی است که در جنگ جهانی دوم برای جلوگیری از استراق سمع ژاپنی‌ها مورد استفاده قرار می‌گرفت. ووزبانانی همچون چیانگ کای‌شک و لو شون به موقعیت‌های مهمی در فرهنگ و سیاست چین نوین به دست آوردند.

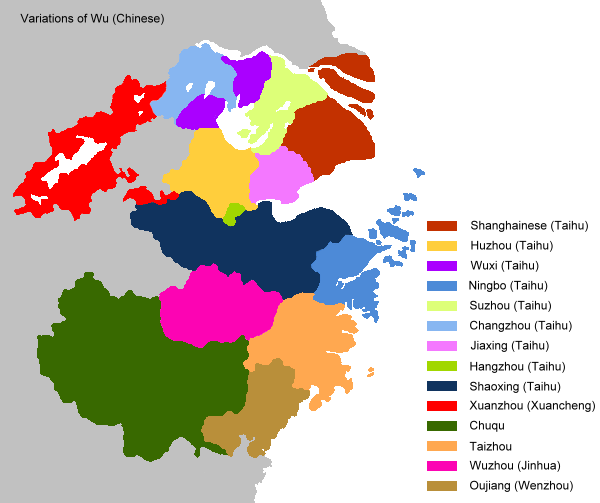
گروه‌های گویشی وو